# صادق الاحمد
صادق الاحمد (انگلیسی: Sadeq Al-Ahmed؛ زادهٔ ۱۳ ژانویهٔ ۱۹۹۲) یک ورزشکار اهل عربستان سعودی است.
از باشگاه‌هایی که در آن بازی کرده‌است می‌توان به باشگاه فوتبال الفتح عربستان سعودی اشاره کرد.